# Filip Kubala
Filip Kubala (* 2. září 1999 Třinec) je český profesionální fotbalista, který hraje na pozici útočníka za český klub FC Baník Ostrava. Je také bývalým českým mládežnickým reprezentantem.

## Klubová kariéra
Kubala je odchovancem Slovácka, do jehož akademie přišel v roce 2013 z Třince. Na lavičce A-týmu se poprvé objevil v září 2015 krátce po šestnáctých narozeninách.
Od jara 2019 prošel Žižkovem, Třincem a Karvinou. Sezonu 2020/21 strávil ve Slovácku, pak odešel na další hostování do Hradce Králové. Ten ho v létě 2022 koupil.
V roce 2023 přestoupil do Baníku Ostrava. 23. září 2023 svými dvěma premiérovými góly v dresu Baníku pomohl k výhře 5:1 nad Zlínem.